# Otto Weiß (Eiskunstläufer)
Otto Weiß (* 20. April 1914; † unbekannt) war ein deutscher Eiskunstläufer, der im Paarlauf startete.

## Werdegang
Otto Weiß wurde 1932 und 1933 zusammen mit Wally Hempel Deutscher Meister im Paarlauf. In den zwei Folgejahren gewann das Paar bei den Deutschen Meisterschaften jeweils Silber und belegte den sechsten Platz bei den Weltmeisterschaften 1935. 1936 trennten sich die Wege und Weiß lief fortan mit Eva Prawitz. Das Paar nahm zunächst bei den Europameisterschaften 1936 an und verpasste mit Rang vier eine Medaille. Wenige Wochen später starteten Weiß und Prawitz bei den Olympischen Winterspielen in Garmisch-Partenkirchen, wo sie im Paarlauf Achter wurden. 1937 wurde das Paar Deutscher Meister. Jedoch trennte sich das Paar später und Weiß lief nun mit Gisa Graetz, mit der er im Folgejahr Bronze bei den Deutschen Meisterschaften gewann und bei den Weltmeisterschaften den achten Platz belegte.